# پاین لول، شهرستان کافی، آلاباما
پاین لول (به انگلیسی: Pine Level) یک منطقهٔ مسکونی در ایالات متحده آمریکا است که در شهرستان کافی، آلاباما واقع شده‌است. پاین لول ۱۴۳٫۸۷ متر بالاتر از سطح دریا واقع شده‌است.